# Britannia Beach
Britannia Beach (Sḵwx̱wú7mesh: Shisháyu7áy, [ʃɪʃæjʊʔaj]) ist eine kleine unincorporated community in der kanadischen Provinz British Columbia. Sie gehört administrativ zum Squamish-Lillooet Regional District und liegt etwa 55 km nördlich von Vancouver am Sea-to-Sky Highway am Howe Sound zwischen den Gemeinden Squamish und Lions Bay. Durch die Gemeinde im Sea-to-Sky Corridor fließt der Britannia Creek, ein kleines bis mittelgroßes Fließgewässer, das in den Howe Sound mündet. Es gehört zu den historisch am stärksten verschmutzten Fließgewässern Nordamerikas.
Die Gemeinde entwickelte sich zwischen 1900 und 1904 als Wohnsiedlung für die Angestellten der Britannia Mining and Smelting Company. Wohngebiete und Bergbaueinrichtungen waren stark durchmischt, was in der Geschichte der Gemeinde zu gleichzeitigen Unglücken in Bergbau und Siedlung führte.
Heute ist die Siedlung Standort des Britannia Mine Museum, früher als British Columbia Museum of Mining bekannt. Es befindet sich auf dem Gelände der alten Britannia-Minen. Der alte Britannia Mines Concentrator, in dem Kupfer-Erz vom ihn umgebenden Gestein getrennt wurde, ist eine National Historic Site of Canada.

## Geschichte

### Anfänge
Der erste Europäer, der die ins südwestliche Inland des heutigen British Columbia reichenden Gebiete besegelte, war 1792 George Vancouver. Bei der Erkundung und Vermessung der Gewässer nannte Vancouver das Gebiet Howe Sound, zu Ehren des Admirals Richard Howe. Britannia Beach erhielt seinen Namen von der nahegelegenen Bergkette Britannia Range, welche die erste Front von Bergen an der Küste des Howe Sound im Süden bilden. Um 1859 benannte der Hydrograph der Royal Navy Captain Richards von der HMS Plumper die Bergkette nach der HMS Britannia, dem dritten aus der Serie von Schiffen mit diesem Namen. Die Britannia selbst war nie in diesen Gewässern.

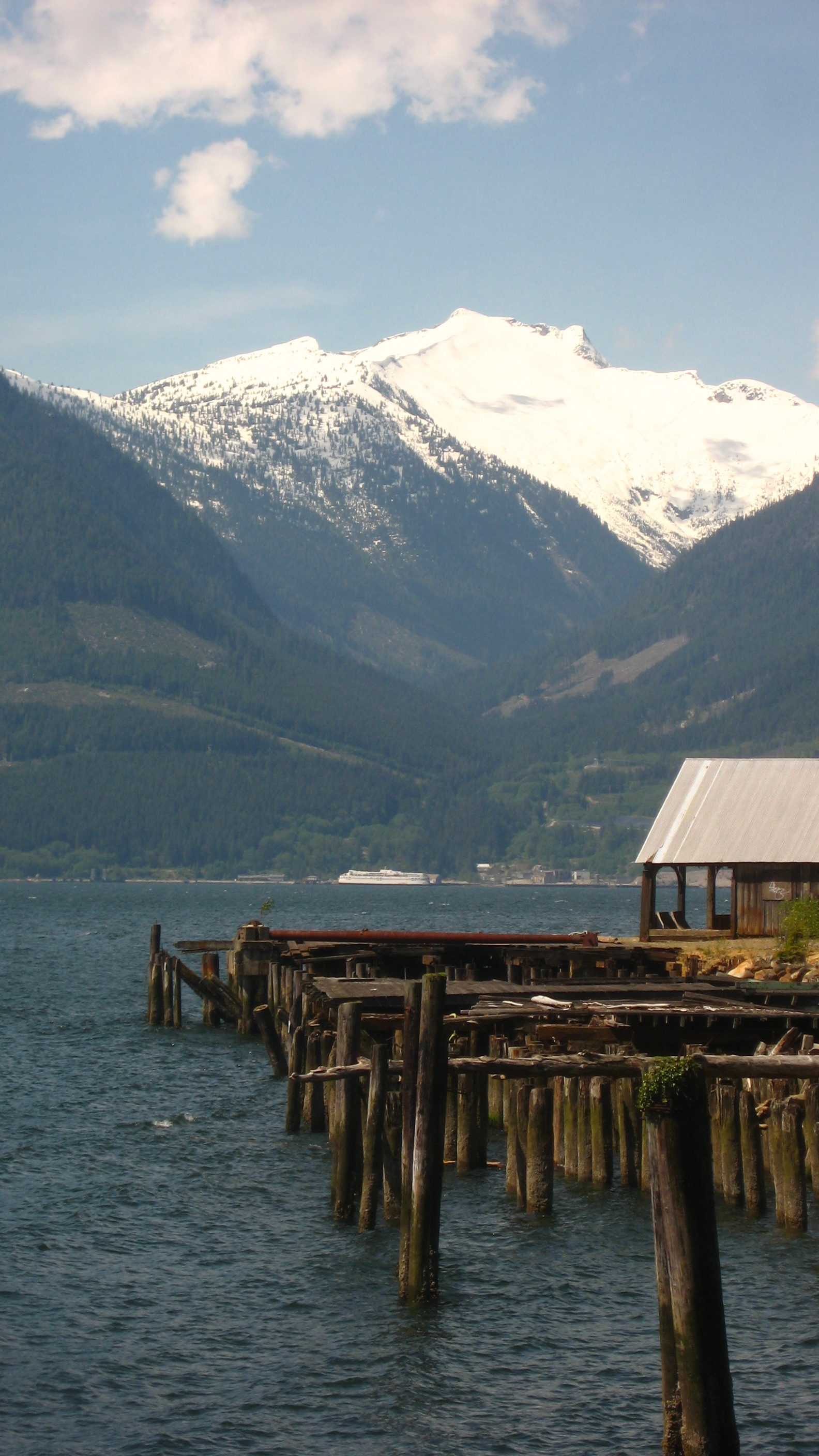
Britannia Beach vom Howe Sound aus gesehen

### Kupfer-Bergbau (1888–1974)

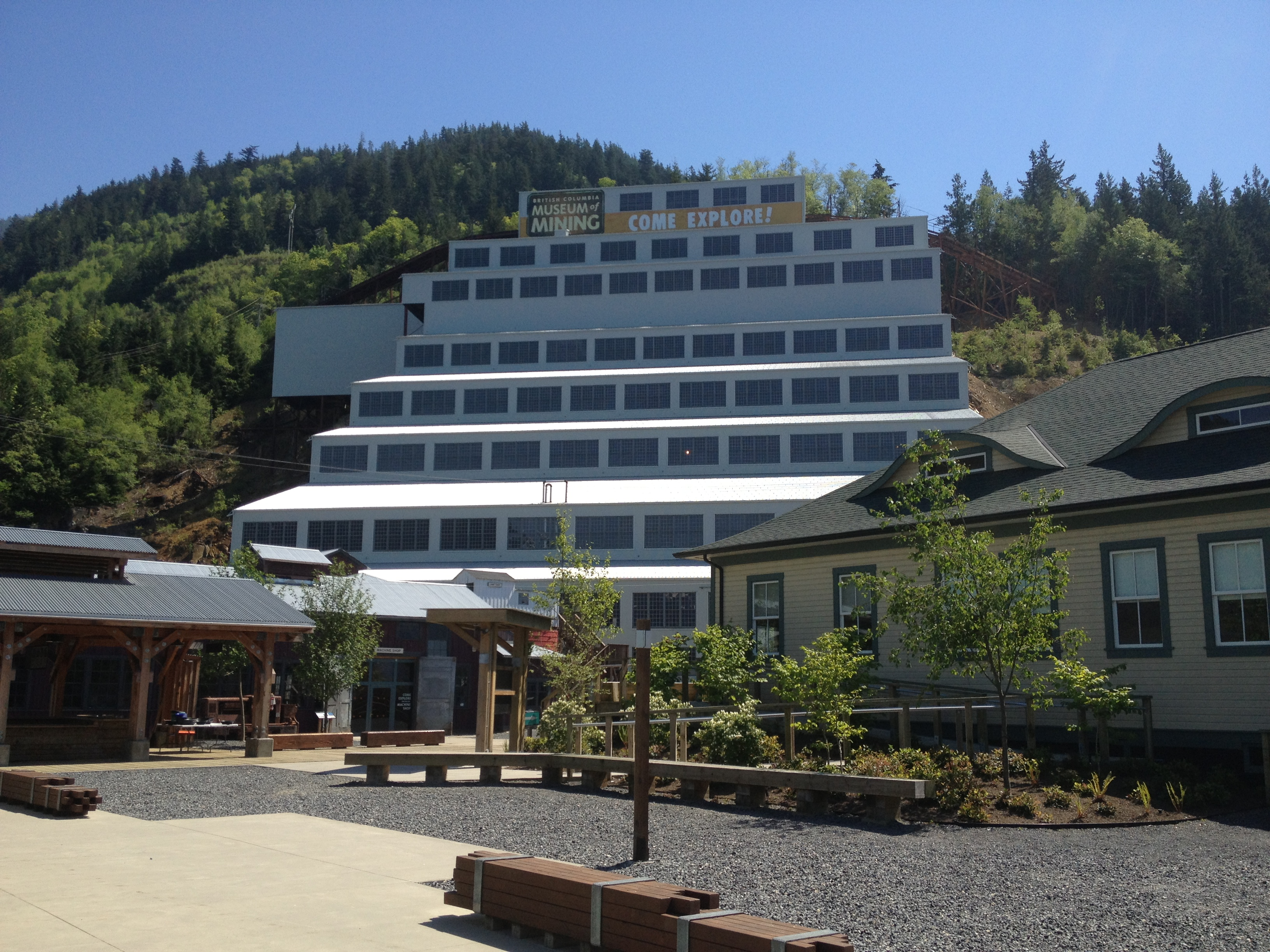
Das Britannia Mine Museum in Britannia Beach

Die Suche nach Kupfer in den Britannia Mountains durch Dr. A. A. Forbes führte 1888 zum Aufschluss der Britannia Mine. Zehn Jahre nach Forbes’ Kupferfunden steckte Oliver Furry fünf Claims in der Umgebung ab. Ein Bergbauingenieur namens George Robinson konnte 1899 Finanziers vom großen Potential der Liegenschaften überzeugen. Einige Jahre lang wurden Unternehmen in dem Bestreben gegründet, vereinigt und aufgeteilt, das Kapital aufzustocken. Im großen Stil begann der Bergbau 1903 mit der Fertigstellung einer Erzanreicherungsanlage zur Kupferraffination mit einer Kapazität von 200 Tonnen, die durch den US-Amerikaner Grant B. Schley finanziert wurde. Die Britannia Mining and Smelting Company, ein Zweig der Howe Sound Company, begann schließlich in den frühen 1900er Jahren mit dem Abbau und besaß die Liegenschaften die nächsten 60 Jahre. Das erste Erz wurde 1904 zum Crofton Smelter, einer Kupferhütte in Crofton auf Vancouver Island verschifft. Die volle Kapazität erreichte die Mine 1905.
Rund um die Mine entstand eine kleine Stadt. Als am 1. Januar 1907 das Postamt eröffnet wurde, wurde die Siedlung nach der Mine benannt.
John Wedderburn Dunbar Moodie erhielt 1912 die Genehmigung, die Produktion der Mine zu erhöhen. Verbesserungen im Anreicherungsprozess förderten die Pläne für eine neue Anlage No. 2, welche 1916 fertiggestellt wurde und in der Lage war, 2.000 Tonnen Erz pro Tag zu verarbeiten. Der Ausbruch des Ersten Weltkriegs steigerte den Bedarf an Kupfer und trieb die Preise deutlich nach oben.
Am 21. März 1915 zerstörte ein Felssturz das Jane Camp, die Wohnstätte der Bergarbeiter. Sechzig Männer, Frauen und Kinder wurden getötet – ein großer Rückschlag für die kleine Gemeinde. Auf neuem, sicheren Grund begann der Neubau einer Siedlung, 670 m oberhalb des zerstörten Geländes. Dieser Teil der Siedlung wurde als „Stadt“ oder „Mount Sheer“ bekannt.
Im März 1921, während einer kurzen Periode der Stilllegung der Mine, brannte die Anlage No. 2 bis auf die Grundmauern ab.
Am 28. Oktober 1921, nach den ganzen Tag anhaltenden sintflutartigen Regenfällen, zerstörte eine gewaltige Flutwelle einen großen Teil des tiefer gelegenen Bereichs der Gemeinde und der Bergbauanlagen. Es wurden 50 der 110 Wohnhäuser zerstört, und 37 Männer, Frauen und Kinder verloren ihr Leben. Die Flutwelle wurde durch einen Dammbruch ausgelöst. Der Damm war von der Bergbaugesellschaft während des Baus einer Eisenbahnstrecke angelegt worden. Carleton Perkins Browning leitete den Wiederaufbau dieses Teils der Gemeinde und der neuen Anlage No. 3, die auch heute noch besteht.
Als weitgehend isolierte, fest verwachsene Gemeinde, die ausschließlich per Boot erreicht werden konnte, boten beide Städtchen von Britannia Beach doch kein tristes Leben. Die Britannia Mining and Smelting Company versuchte, die Fluktuation der Bevölkerung durch Annehmlichkeiten und eine familienfreundliche Politik zu minimieren. Einrichtungen wie Bibliotheken, Clubräume, Billardzimmer, Badeanstalten, Tennisplätze und selbst eine Bowlingbahn wurden geschaffen. Ein ausgefüllter Kalender sozialer Ereignisse verzeichnete ganzjährig Sportereignisse, Theatervorstellungen, Tanz- und Filmveranstaltungen sowie Feste.
Die Mine boomte in den späten 1920er und frühen 1930er Jahren und wurde bis 1929 unter der Leitung von C.P. Browning zum größten Kupferproduzenten des British Commonwealth.
In den 1940er Jahren gab es Absichten, eine Künstlerkolonie in den Hügeln von Britannia Beach aufzubauen, aber diese Pläne fanden keine Vollendung.
Die Bergleute schlossen sich 1946 in einer Gewerkschaft zusammen und standen ihren ersten Streik durch. Niedrige Kupfer-Preise führten dazu, dass die Belegschaft der Britannia Mine Company auf sieben Angestellte reduziert wurde und die Gesellschaft 1959 in die Liquidation geriet.
Die Anaconda Copper Mining Company kaufte 1963 das Anwesen, und die Produktion wurde für die nächsten elf Jahre wieder aufgenommen. Zur Jahresproduktion von 60.000 Tonnen angereichertem Erz wurden 300 Leute beschäftigt. Nach der Fertigstellung der Anbindung per Bahn und Highway wurden um den Mai 1965 die Fährverbindungen eingestellt. Die neuen Anbindungen erleichterten den Kupfertransport, doch schließlich beschleunigten hohe Produktionskosten und Steuern die Schließung der Mine zum 1. November 1974. Die Gesellschaft unternahm keine Versuche, die Mine zu beräumen und die erzeugten Chemieabfälle zu beseitigen, da Umweltschutzgesetze noch nicht in Kraft gesetzt waren und der Fisheries Act nie durchgesetzt wurde. Eine neu gewählte Labour-Regierung brachte höhere vorweggenommene Unternehmenskosten, wo das Erz bereits als ‚hochwertig‘ anzusehen war. Mit der Schließung der Mine sank die wirtschaftliche Leistungsfähigkeit der Stadt rapide; die Bahnstation wurde bald darauf geschlossen. Die Bewohner reagierten auf die Schließung mit Plänen für ein Museum, das die Anlage zur Erzanreicherung sowie weitere historische Gebäude als Teil des British Columbia Mining Museum (heute Britannia Mine Museum) erhalten sollte.

## Demographie
Der Zensus im Jahr 2021 ergab für die Siedlung eine Bevölkerung von 384 Einwohnern, nachdem der Zensus im Jahr 2016 für die Siedlung noch eine Bevölkerung von nur 273 Einwohnern ergeben hatte. Die Bevölkerung hat damit im Vergleich zum letzten Zensus im Jahr 2016 unterdurchschnittlich zum Trend in der Provinz um nur 2,9 % zugenommen, während der Provinzdurchschnitt bei einer Bevölkerungszunahme von 7,6 % lag. Im letzten Zensuszeitraum von 2011 bis 2016 hatte die Bevölkerung noch weit überdurchschnittlich um 46,9 % zugenommen, bei einer durchschnittlichen Bevölkerungszunahme von 5,6 % in der Provinz. Der Zensus im Jahr 2006 ergab für die Siedlung noch eine Bevölkerung von 254 Einwohnern.

### Historisch (1888–1974)
Obwohl die ersten Siedler in Britannia Beach vorwiegend einzelne weiße Männer waren, entwickelte sich die Werkssiedlung doch eher divers. Vom Britannia Mine Museum wird dies so beschrieben:

„Workers at the Britannia Mine came from far and wide. It was recorded that people from 50 nationalities came to work here. Most of those came from Canada and Europe - for example in 1948, 48% of workers were Canadian, 47% were European, 2% were classed as 'Oriental', and 1% was American.“

„Die Arbeiter der Britannia Mine kamen von weither. Es gibt Aufzeichnungen über Menschen aus 50 Nationen, die hier arbeiteten. Die meisten stammten aus Kanada und Europa – so waren z. B. 1948 48 % der Arbeiter Kanadier, 47 % Europäer, 2 % wurden als „orientalisch“ klassifiziert, und 1 % waren Amerikaner.“

Obwohl Asiaten nur eine Minderheit in Britannia Beach ausmachten, spielten sie doch eine herausragende Rolle in der Stadt. Seit der Verabschiedung von Bill No. 47 durch die kanadische Regierung war es Japanern und Chinesen nicht erlaubt, unter Tage zu arbeiten; ihnen waren nur Tätigkeiten über Tage zugänglich.

## Verschmutzung des Britannia Creek

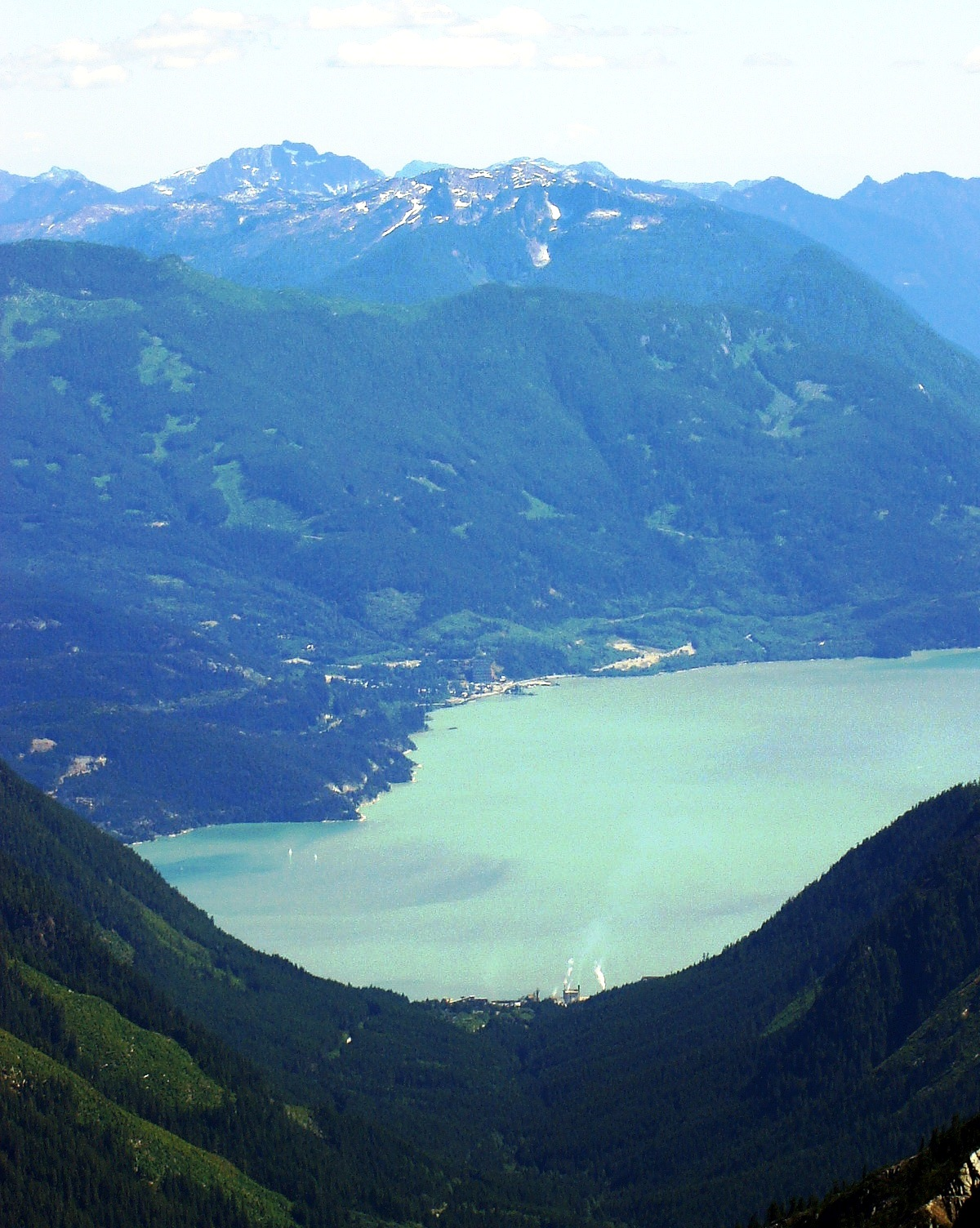
Britannia Beach von oberhalb von Woodfibre aus. Der Mount Sheer und die Camps im Jane Basin liegen im hochgelegenen Tal im oberen linken Teil des Fotos. Das Erz wurde über oberirdische Bahnanlagen und Tunnel heruntergeschafft.

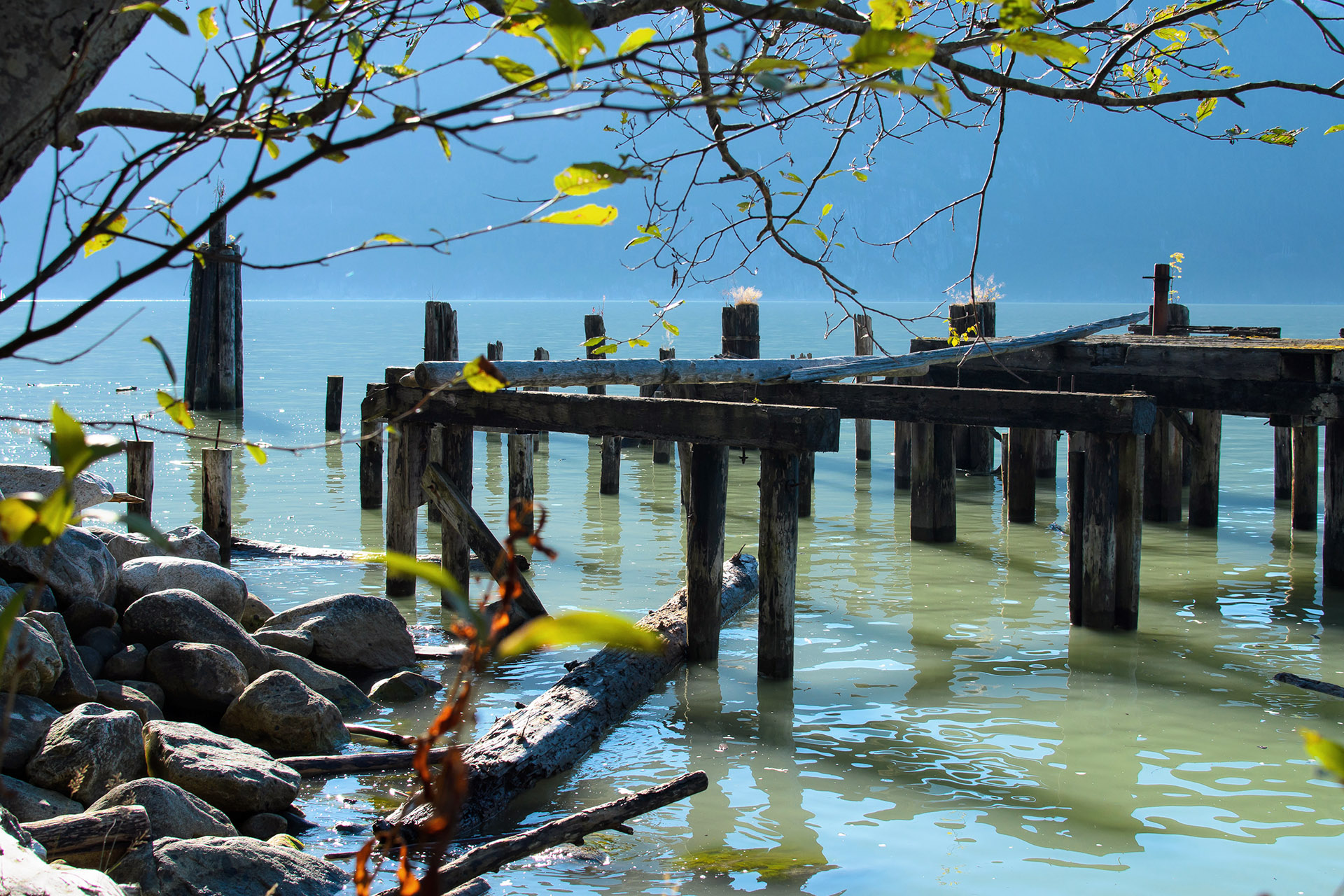
Die Reste des Piers der Union Steamship in Britannia Beach im verschmutzten Wasser des Howe Sound.

Vor der Rekultivierung durch die University of British Columbia und die Provinz-Regierung spiegelte das klare und durchsichtige Wasser des Britannia Creek eine makellose Umwelt vor; das klare Wasser war jedoch tatsächlich ein Indikator dafür, dass kein Lebewesen darin überleben konnte. Auch für die Nutzung durch Menschen war das Wasser ungeeignet.
Obwohl der Bergbau am Britannia Creek 1974 eingestellt wurde, schufen die Niederschläge und die Abflüsse über die verlassenen Tunnel der Mine in Verbindung mit Sauerstoff und dem hohen Gehalt an Sulfiden im Abraum die Bedingungen für das Entstehen saurer Grubenwässer (engl.: acid rock drainage – ARD). Infolge der ARD wurde der Britannia Creek stark verschmutzt. Über nahezu ein Jahrhundert floss das belastete Wasser bis Dezember 2001 direkt über den Jane Creek und den Britannia Creek in den Howe Sound; etwa 450 kg Kupfer gelangten so täglich in den Howe Sound.
Ein 2 km breiter Streifen des Küstengewässers entlang Britannia Beach wurde ernsthaft verschmutzt, mit Auswirkungen auf 4,5 Millionen junge Ketalachse aus der Mündung des Squamish River. Ein Bundesreport zur Fischerei offenbarte, dass in Käfigen vor der Mündung des Britannia Creek eingesetzte Königslachse aufgrund der giftigen Metalle im Wasser in weniger als 48 Stunden starben, während Fische im südlich gelegenen Porteau Cove Provincial Park eine 100-prozentige Überlebensrate auswiesen.
Im Sommer 2001 zeigte die Provinz British Columbia formell den Bau einer leistungsfähigen Aufbereitungsanlage für die aus der alten Mine austretenden Abwässer an. Obwohl die Anlage bis 2006 nicht ihre volle Leistungsfähigkeit erreichte, markierte ihr Bau einen entscheidenden Wendepunkt für den Howe Sound und die Gemeinde Britannia Beach. Die Anlage, nunmehr von EPCOR Utilities betrieben, bereitet im Schnitt 4,2 Mrd. Liter Abwässer jährlich auf und extrahiert dabei 226.000 kg Schwermetalle.

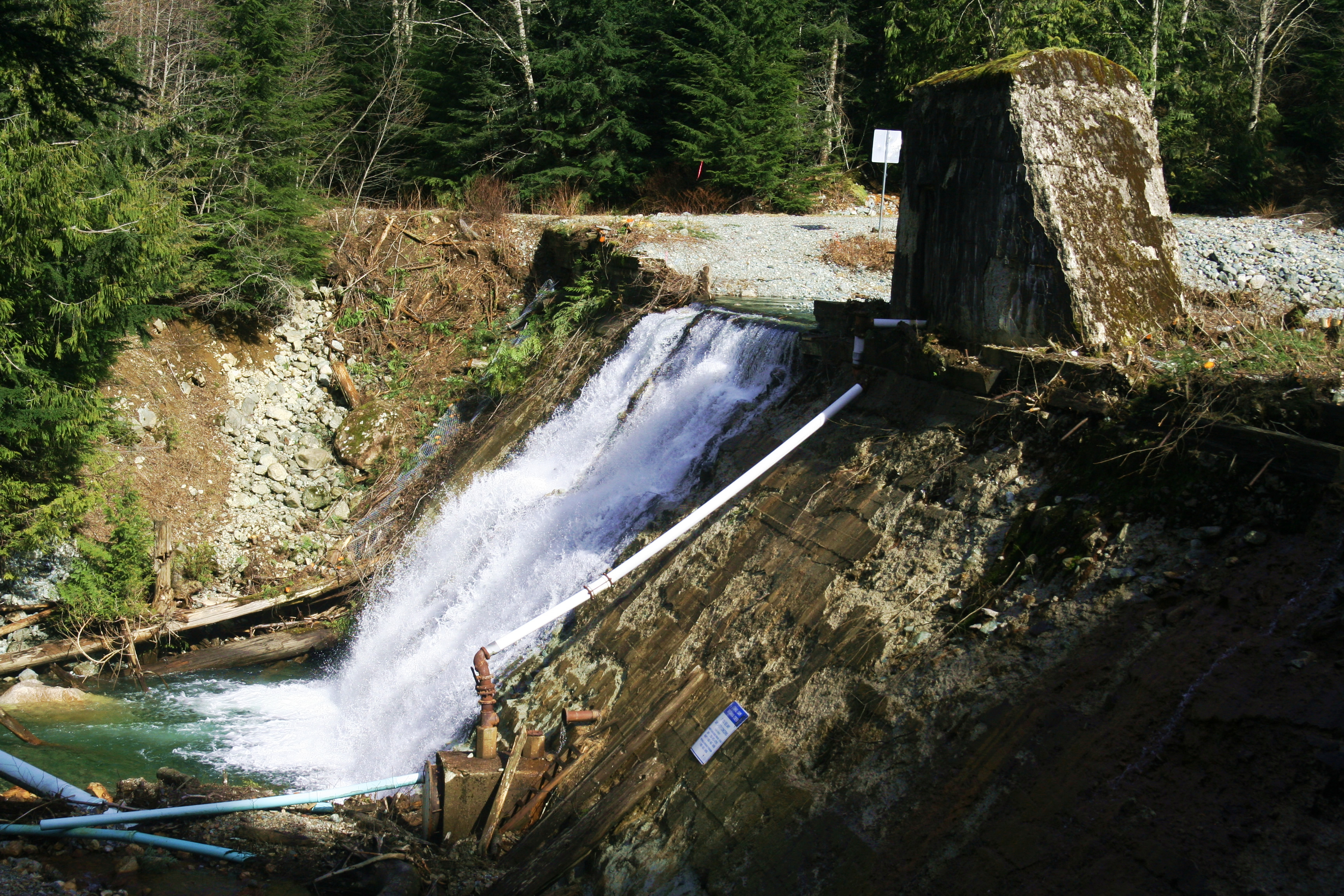
Der Tunnel Dam im Britannia Creek

Ingenieure des Centre for Environmental Research in Minerals, Metals, and Materials an der University of British Columbia installierten im Dezember 2001 einen Beton-Verschluss in einem in 670 m Höhe gelegenen Stollen als Ausgangspunkt für den massiveren „Millenniums-Verschluss“. Die Idee für die Installation bestand darin, einen Laborversuch für den Verschluss von Bergbaustollen unter Verwendung von Füllmaterialien zu starten. Unmittelbar darauf stoppte der Abfluss von der 670-m-Ebene in den Jane Creek, einen Zulauf des Britannia Creek. Vor-Ort-Beobachtungen von Algen und Muscheln als Bioindikatoren im Gezeiten-Bereich zeigten 2003 nur eine minimale Erholung der Lebensgemeinschaften an der Küste. Die Renaturierung des Britannia Creek war jedoch deutlich, und der Gehalt an Kupfer und Zink in den Einleitungen sank um 20 %.
Als Teil der Renaturierungsarbeiten wird seitens der Provinz-Regierung seit 2004 ein Umwelt-Monitoring-Programm im Britannia Creek und im Howe Sound betrieben. Die ersten Ergebnisse zeigen eine deutliche Renaturierung. Die Regierung hat jedoch bisher keinen Abschlussbericht vorgelegt, der diese Schlussfolgerung bestätigen würde. Nach der Fertigstellung der Wasseraufbereitungsanlage wurde geschätzt, dass 90 % der Einleitungen in den Howe Sound unterbunden wurden. Eine Optimierung des Grundwasser-Management-Systems erhöhte diesen Anteil bis 2008 auf 98–99 %.
Nach über einem Jahrhundert kehrte der Buckellachs 2011 in den Britannia Creek zurück. Zu den weiteren Arten, die wieder regelmäßig im Howe Sound in der Umgebung der Creek-Mündung beobachtet werden können, gehören Schwertwale und Weißstreifendelfine.

## Events und Aktivitäten
Während der wirtschaftlich erfolgreichen Jahre bot Britannia Beach den Einwohnern viele Events. Das erste bildete der Miners Day („Tag des Bergmanns“). Es handelte sich um einen Tag zu Ehren derjenigen, die die Stadt am Laufen hielten, der Bergleute. Während des Miners Day gab es viele Veranstaltungen wie Wettbewerbe im Bohren, „Schuttern“, Tauchen und Schmücken von Fahrrädern. Das zweitwichtigste Ereignis war der von 1926 bis 1966 während der Feiern zum Victoria Day im Mai veranstaltete Festumzug der Kupfer-Königin. Die Schulkinder stimmten darüber ab, wer zur Kupfer-Königin von Britannia Beach ernannt werden sollte. Jede neue Königin wurde mit einer neuen Variante der Krone geschmückt, so dass jedes Jahr ein Unikat entstand. Mit der Wahl zur Kupfer-Königin waren Verpflichtungen während der Amtszeit verbunden, so die Eröffnung von lokalen Events und Feiertagsveranstaltungen. Obwohl Britannia Beach bis in die 1950er Jahre eine entlegene Siedlung war, gab es einige Erholungsmöglichkeiten für jedermann. In einem Interview mit der Vancouver Sun erklärte der frühere Einwohner Frances McKilligan, dass „Sportclubs, Amateurtheater, Hobbyclubs und jährliche Gemeindefeste das ganze Jahr über bestanden und stattfanden. Tänze, Feste, Filmaufführungen und Picknicks wurden veranstaltet, und es gab ausgedehnte Gebiete zum Wandern, Schwimmen und Angeln mit dem wunderschönen Howe Sound als Kulisse.“

## Medien
Die Episode von 2010 der US-TV-Show Psych, Dual Spires, wurde fast ausschließlich in Britannia Beach gedreht. Viele Szenen der TV-Serie The Crossing wurden 2017 in dem und um das Dorf gedreht. Im selben Jahr wurden auch Szenen für die TV-Serie Travelers – Die Reisenden in Britannia Beach aufgenommen.

## Bibliographie
- Province of BC Britannia Mine Remediation Project: britanniamine.ca (Memento vom 5. September 2005 im Internet Archive) (englisch)
- Fallstudie zur Britannia Mine (englisch)
- Fisheries and Oceans Canada, Pacific Region (englisch)
- North Shore News: Mine mess may go – Company submits plan to address Britannia pollution (englisch)